# Eleonora Eksanichvili
Eleonora Grigorievna Eksanichvili (née le 11 février 1919 et morte le 5 janvier 2003) est une pianiste et compositrice géorgienne. Elle a composé entre autres deux opéras pour enfants, un concerto pour piano et orchestre et un quintette pour piano. Elle publia un article qui est mis en avant dans le livre Sergei Rachmaninoff: a bio-bibliography concernant une visite du compositeur à Tbilissi, la capitale de la Géorgie,.